# Julius Darmaatmadja
Julius Riyadi Darmaatmadja SJ (ur. 20 grudnia 1934 w Muntilan) – indonezyjski duchowny katolicki, arcybiskup Dżakarty, kardynał.

## Życiorys
Studiował w seminarium w Magelang, następnie na uczelni katolickiej w Puna (Indie). W 1957 wstąpił do zakonu jezuitów; pierwsze śluby złożył 8 września 1959, śluby wieczyste 2 lutego 1975. Święcenia kapłańskie przyjął w Semarang 18 grudnia 1969. Pracował jako duszpasterz w archidiecezji Semarang, był wykładowcą i rektorem miejscowego seminarium oraz koordynatorem pracy edukacyjnej jezuitów.
19 lutego 1983 został mianowany arcybiskupem Semarang, sakrę biskupią przyjął 29 czerwca 1983 z rąk odchodzącego arcybiskupa, kardynała Justinusa Darmojuwono. W kwietniu 1984 objął także funkcję ordynariusza wojskowego Indonezji, a w listopadzie 1988 stanął na czele Konferencji Episkopatu Indonezji. Od stycznia 1996 był arcybiskupem Dżakarty.
26 listopada 1994 Jan Paweł II wyniósł go do godności kardynalskiej, nadając tytuł prezbitera S. Cuore di Maria. Wiosną 1998 kardynał Darmaatmadja pełnił funkcję jednego z prezydentów-delegatów specjalnej sesji Światowego Synodu Biskupów w Watykanie, poświęconej Kościołowi w Azji; później wszedł w skład rady posynodalnej. Uczestniczył w konklawe po śmierci Jana Pawła II w kwietniu 2005. W styczniu 2006 papież Benedykt XVI przyjął jego rezygnację z funkcji ordynariusza wojskowego Indonezji (kardynał Darmaatmadja pozostał arcybiskupem Dżakarty). W 2010 przeszedł na emeryturę.
21 lutego 2013 kardynał Darmaatmadja poinformował, że ze względu na zły stan zdrowia nie będzie uczestniczył w konklawe po rezygnacji Benedykta XVI. W grudniu 2014 ukończył 80 lat i utracił prawo udziału w konklawe.